# Перито-Морено (город)
Перито-Морено (исп. Perito Moreno) — город и муниципалитет в департаменте Лаго-Буэнос-Айрес провинции Санта-Крус (Аргентина), административный центр департамента.

## История
В 1910 году здесь был основан населённый пункт под названием «Насимьенто» (исп. Nacimiento, букв.«исток» — в этих местах берёт своё начало река Рио-Десеадо). Однако это название использовалось не очень часто: в связи с тем, что неподалёку расположено озеро Буэнос-Айрес, в туристических материалах населённый пункт называли «Лаго-Буэнос-Айрес». Чтобы привести в соответствие виртуальное положение дел с фактическим, в 1944 году населённый пункт также был переименован в «Лаго-Буэнос-Айрес». В 1949 году здесь был образован муниципалитет.
В 1952 году город был переименован в Перито-Морено в честь знаменитого исследователя Франсиско Морено.
В 1981 году губернаторским указом городу было присвоено почётное наименование «Археологическая столица провинции Санта-Крус» (неподалёку от города находится археологический памятник — пещера Куэва-де-лас-Манос, в 1999 году включённая в список объектов Всемирного наследия ЮНЕСКО).